# Sarah de Lange
Sarah Leah de Lange (Middelburg, 1981) is een Nederlandse politiek wetenschapper, gespecialiseerd in extremisme en populisme. Als hoogleraar Politiek Pluralisme is ze verbonden aan de Faculteit der Maatschappij- en Gedragswetenschappen aan de Universiteit van Amsterdam.

## Biografie
De Lange studeerde tussen 1999 en 2004 aan de Universiteit Leiden, waar ze een bachelor en master in de politicologie afrondde. In het onderzoek voor haar masterproef behandelde ze de opkomst van extreemrechts in West-Europese partijsystemen, ze werd begeleid door prof. Peter Mair.
De Lange vervolgde haar academische loopbaan aan de Universiteit Antwerpen, waar ze promoveerde onder begeleiding van Cas Mudde. Haar proefschrift getiteld From Pariah to Power: The Government Participation of Radical Right-Wing Populist Parties in West European Parliamentary Democracies werd in 2009 genomineerd voor de beste proefschrift prijs door de Nederlandse Kring voor de Wetenschap der Politiek (NKWP).
Sinds 2008 is De Lange als onderzoeker werkzaam aan de Universiteit van Amsterdam, waar ze tussen 2016 en 2022 de J.M. Den Uyl-leerstoel van de Wiardi Beckman Stichting bekleedde. De Lange's wetenschappelijke onderzoeken richten zich voornamelijk op extremisme, populisme, partijcompetitie, politieke systemen, en generatieverschillen in stemgedrag. Daarnaast doceert ze in onder andere comparatieve politiek, statistiek, en introductie tot de politieke wetenschappen.
Sinds september 2022 is De Lange aangesteld als hoogleraar politiek pluralisme aan de Universiteit van Amsterdam. Binnen deze aanstelling zal De Lange onderzoek doen naar hoe sociale verdeeldheid zich vertaalt in partijpolitiek en hoe politieke verdeeldheid het functioneren van de liberale democratie beïnvloedt. Daarnaast zal ze onderzoek doen naar de impact van antipluralistische partijen op de liberale democratie.
Naast haar aanstelling als hoogleraar is De Lange lid van de Raad voor het Openbaar Bestuur (ROB) en  de Raad van Adviseurs van ProDemos. Ook was De Lange onderdeel van de adviescommissie Wet Financiering Politieke Partijen. Deze commissie bracht in 2018 het rapport 'Het publieke belang van politieke partijen' uit, waarin de commissie onder andere adviseerde de financiering van politieke partijen uit het buitenland te verbieden.
In 2021 kwam De Lange in het nieuws vanwege (online) bedreigingen en agressieve mails door Vizier Op Links nadat ze slachtoffer werd van doxing. In 2024 verscheen het boek The Oxford Handbook of Dutch Politics, waaraan zij had meegewerkt. Sam met haar co-redacteuren, waaronder Carolien van Ham, overhandigden ze een exemplaar van de bundel aan premier Dick Schoof. De Lange was ook onderdeel van het adviescollege dat in datzelfde jaar een rapport uitbracht over artikel 57 van de Grondwet.

### Boeken
- Akkerman, Tjitske, De Lange, Sarah, Rooduijn, Matthijs (2016). Radical Right-Wing Populist Parties in Western Europe. Routledge, London & New York. ISBN 9781138914988.
- Paul 't Hart, Sarah de Lange, Carolien van Ham en Tom Louwerse red. (2024). The Oxford Handbook of Dutch Politics. Oxford University Press, Oxford. ISBN 9780198875499.

### Geselecteerde wetenschappelijke artikelen
- De Lange, Sarah, Van der Brug, Wouter, Harteveld, Eelco (2022). Regional resentment in the Netherlands: A rural or peripheral phenomenon?. Regional Studies: 1-13.
- Rooduijn, Matthijs, De Lange, Sarah, Van der Brug, Wouter (2014). A populist Zeitgeist? Programmatic contagion by populist parties in Western Europe. Party Politics 20 (4): 563–575.
- De Lange, Sarah, Art, David (2011). Fortuyn versus Wilders: An agency-based approach to radical right party building. Western European Politics 34 (6): 1229-1249.
- De Lange, Sarah (2007). A new winning formula? The programmatic appeal of the radical right. Party Politics 13 (4): 411–435.
- De Lange, Sarah, Mudde, Cas (2005). Political extremism in Europe. European Political Science 4 (1): 476–488.